# 宗近真一郎
宗近 真一郎（むねちか しんいちろう、1955年10月6日 - ）は、日本の批評家、詩人。
現在、大阪経済法科大学アジア太平洋研究センター客員研究員。

## 経歴
1955年、大阪に生まれる。1979年、早稲田大学政治経済学部経済学科卒業。学生時代に「第十九次新思潮」、1980年頃から、北川透編集「あんかるわ」などで批評、詩作活動。
詩人の瀬尾育生、福間健二、文芸評論家の神山睦美などとGENIUSの会をつくり、ガリ版刷GIPを発行した。
1985年に第一評論集『水物語に訣れて』を上梓。1990年末以降、2015年秋まで、ファイナンスやM&Aなどにかかわり、米国、ロシア、フランス、ドイツに延べ18年間滞在。
2018年、『リップヴァンウィンクルの詩学』で第9回鮎川信夫賞受賞。

## 著書
- 評論集『水物語に訣れて』白地社 1985
- 評論集『ゼロ・サム・クリティック』砂子屋書房 1988
- 『消費資本主義論』（芹沢俊介、大塚英志らとの共著）　新曜社 1991
- 評論『反時代的批評の冒険』私家版 1996
- 評論集『ポエティカ／エコノミカ』白地社 2010
- 評論集『パリ、メランコリア』思潮社 2013
- 評論集『リップヴァンウィンクルの詩学』響文社 2017
- 『柄谷行人 〈世界同時革命〉のエチカ』論創社 2019
- 評論集『詩は戦っている。誰もそれを知らない。』書肆山田 2020